# Ramón Piñeiro
Ramón Piñeiro López (Armea de Abaixo (Lama, Láncara), 31 de maio de 1915 - Santiago de Compostela, 27 de agosto de 1990) foi um filósofo, ensaísta e político galego, um dos principais artífices da reconstrução cultural galega no pós-guerra.

## Piñeiro na transição democrática
Perante às primeiras eleições democráticas de junho de 1977, Piñeiro foi um dos assinantes do "Manifesto dos 29", além do seu verdadeiro gestor, manifesto no qual intelectuais galegos solicitavam aos partidos políticos que concorriam às eleições que, fosse qual fosse o resultado e a representação alcançada, lutassem pela defesa dos intereses da Galícia.
Também coordena e publica, en 1979, o chamado "Manifesto da aldraxe" (Manifesto do ultraje), no qual 27 intelectuais e políticos galegos protestavam perante ao rebaixamento de competências que se pretendia para a Galícia. O governo de UCD, junto com PSOE, propunham introduzir uma redução de poderes para as autonomias que careciam de um Estatuto reconhecido, como tinham Cataluña e o País Basco, as chamadas "nacionalidades históricas". O argumento que Piñeiro enfrentava perante essa redução de poderes era o "princípio de igualdade de tratamento", exigindo para a Galícia um tratamento a par do recebido pelos bascos e catalões. Esta reaçãon consegue retificar a proposta e melhorar a redação do Estatuto de Galicia.

## Obra
- Siñificado metafísico da saudade (Colección Grial, 1951)
- "A saudade en Rosalía", na obra Sete ensaios sobre Rosalía (Galaxia, 1952)
- A lingua, sangue do espíritu (Galicia, Bos Aires, 1952)
- Pra unha filosofía da saudade (Galaxia, 1953[3])
- A filosofía i o home (Grial, 1963)
- A lingoaxe i as língoas (Galaxia, 1967; reed. facs. Consello da Cultura Galega, 1994[4])
- Olladas no futuro (Galaxia, 1974[5])
- Lembrando a Castelao (SEPT, 1975)
- Vicisitudes históricas da cultura galega (Ediciós do Castro, 1975)
- Saudade e sociedade, dimensións do home (1975)
- Filosofía da saudade (Galaxia, 1984[6])
- Castelao político (Anthropos, Barcelona, 1986)
- Cartas para os amigos (El Correo Gallego, 1992[7])
- Galicia (Galaxia, 1999) [8]
- Fermín Penzol (Galaxia, 2001) [9]
- Da miña acordanza. Memorias (Galaxia, 2002 [10])